# Manfred Kaiser
Pour les articles homonymes, voir Kaiser.
Manfred Kaiser, né le 7 janvier 1929 à Zeitz (Saxe-Anhalt) et mort le 15 février 2017 à Lindau (Bavière), est un footballeur et entraîneur est-allemand.

## Biographie
En tant que milieu, Manfred Kaiser est international est-allemand à 31 reprises (1955-1964) pour un but inscrit. Sa première sélection est honorée le 20 novembre 1955 à Berlin, contre la Bulgarie, qui se solde par une victoire (1-0). Son seul but est inscrit à Cardiff, le 29 septembre 1957, contre le pays de Galles, qui se solde par une défaite (1-4). Il inscrit son but à la 57e minute. Sa dernière sélection est honorée à Accra, le 23 février 1964, contre le Ghana, match se soldant par une défaite (0-3).
Formé de 1939 à 1948, il commence sa carrière professionnelle en 1948 au 1. FC Zeitz pendant deux saisons. Il joue ensuite quatre saisons au Wismut Gera, sans rien remporter.
Il signe en janvier 1955 au SC Wismut Karl-Marx-Stadt (Wismut Aue). La première saison, il remporte la Coupe de RDA (1954-1955) et termine deuxième du championnat de RDA. Il remporte quatre titres de champion de RDA (1955, 1956, 1957 et 1959). Il est le premier footballeur est-allemand à être récompensé du titre de Footballeur est-allemand de l'année en 1963.
Il est entraîneur dès 1965 jusqu'en 1993 (Wismut Gera, FC Rot-Weiss Erfurt (assistant), Chemie Zeitz, Motor Hermsdorf, Chemie Bad Köstritz et Stahl/SV Elstertal Silbitz) mais il ne remporte rien.

## Clubs

### En tant que joueur
- 1948-1950 :  1. FC Zeitz
- 1950-1954 :  BSG Süd/Mechanik/Wismut/Motor Gera
- 1955-1965 :  SC Wismut Karl-Marx-Stadt (Wismut Aue)

### En tant qu'entraîneur
- 1965-1971 :  Wismut Gera
- FC Rot-Weiss Erfurt (assistant)
- 1975-1977 :  Chemie Zeitz
- Motor Hermsdorf
- Chemie Bad Köstritz
- 1986-1993 : / Stahl/SV Elstertal Silbitz

## Palmarès
- Championnat de RDA de football

- - Champion en 1955, en 1956, en 1957 et en 1959
  - Vice-champion en 1954-1955
- Coupe d'Allemagne de l'Est de football
  - Vainqueur en 1954-1955
  - Finaliste en 1959